# Юния Клавдилла
Юния Клавдилла или Юния Клавдия (лат. Junia Claudilla; около 17 — 36 гг.) — первая жена Калигулы.

## Биография
Отцом Клавдиллы был консул-суффект 15 года Марк Юний Силан. У Юнии Клавдиллы была сестра —  Юния Силана.
В 33 году она вышла замуж за будущего императора Калигулу в Анции. Около 36 года Клавдилла умерла при родах. Есть некоторые другие датировки её смерти — 34 год, 37 год.
Известно, что  через двадцать лет после смерти сестры, Юния Силана, обвинила Агриппину Младшую, родную сестру императора Каллигулы, в заговоре против собственного сына — императора Нерона, с целью его свержения и посадить на трон Рубеллия Плавта.